# Lorenzo Vespa
Lorenzo Vespa (Roma, 20 aprile 1993) è un pallanuotista italiano, di ruolo portiere.

## Biografia
Cresce nelle giovanili della Roma Vis Nova e milita in prima squadra dal 2012, mentre nel 2017 indossa la calottina della R.N. Frosinone. Tra il 2010 e il 2012 ha vinto un oro mondiale ed un oro e un argento europei a livello giovanile. Tra il 2010 e il 2015 con la nazionale italiana ha disputato la World League e ha conquistato una medaglia d'argento alle Universiadi.